# Santi Andrea e Bartolomeo
Santi Andrea e Bartolomeo, även benämnd Santi Andrea e Bartolomeo al Laterano, är en kyrkobyggnad i Rom, helgad åt de heliga apostlarna Andreas och Bartolomaios. Kyrkan är belägen vid Via Santo Stefano Rotondo i Rione Monti.

## Kyrkans historia
Den första kyrkan på denna plats uppfördes under påve Honorius I:s pontifikat (615–638).
En restaurering genomfördes av Giacomo Mola år 1634 på begäran av påve Urban VIII. Mola ledde även restaureringen av det intilliggande Ospedale di San Giovanni. Den nuvarande fasaden är från påve Benedikt XIII:s pontifikat (1724–1730). Fasaden renoverades år 1992.
Fasaden har en våning med fyra pilastrar med joniska kapitäl, vilka är dekorerade med festonger. 1400-talsportalens krönande pediment har en byst föreställande Frälsaren. Pilastrarna bär upp ett entablement, vars fris bär dedikationsinskriptionen: EC−V ARCHIHOSPITALIS SS SALVATORIS −AD SS.

## Interiören
Kyrkans grundplan är trapetsoidal. Kyrkans högaltare samt golvet i cosmati-stil är från 1400-talet. Det högra sidoaltaret är invigt åt den Heliga familjen och har målningen Vila under flykten till Egypten av Francesco Coghetti från år 1865. Ovanför denna återfinns ett freskfragment från en ikon i bysantinsk stil, vilket framställer Jungfrun och Barnet med änglar. Detta fragment härstammar från den närbelägna, på 1880-talet rivna, kyrkan Santa Maria Imperatrice. Enligt legenden är ikonfragmentet från 500-talet. Det vänstra sidoaltaret har en målning som framställer Jungfru Maria som Salus Infirmorum.
Kyrkan är inte öppen för allmänheten och används uteslutande för begravningsmässor.